# Печатная электроника

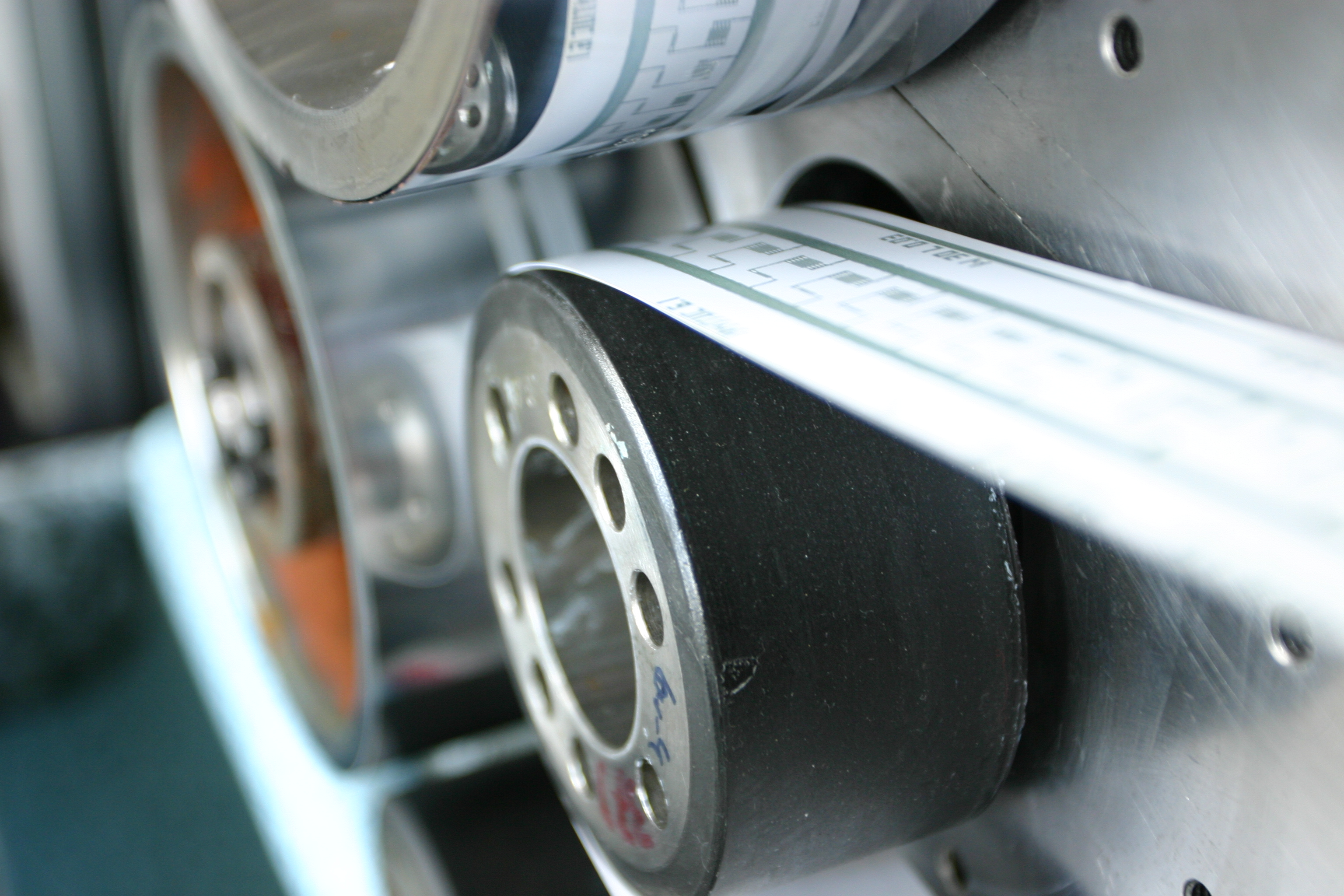
Глубокая печать электронных структур на бумаге.

Печа́тная электро́ника — область электроники, занимающаяся созданием электронных схем с помощью нового печатного оборудования, которое позволяет наносить на поверхность плоской подложки специальные чернила (токопроводящие, полупроводниковые, резистивные и т.д.) и, таким образом, формировать на ней активные и пассивные элементы, а также межэлементные соединения в соответствии с электрической схемой.
Появление печатных электронных схем связано с разработкой новых материалов, которые при определённых условиях способны заменить кремний в электронных и компьютерных технологиях. Оказалось, что некоторые вещества (в т. ч. органические полимеры и наночастицы металлических соединений) можно добавлять в жидкости, выполняющие функции красок или чернил, которые затем наносятся на подложку и создают активные или пассивные устройства, такие как тонкоплёночные транзисторы или резисторы.
В обычной печати слои краски, как правило, наносятся на бумагу, но для печатной электроники она оказалась малопригодной. Шероховатая поверхность бумаги и быстрое поглощению ею воды вызвали перенос внимания на такие материалы, как пластик, керамика или кремний. При печатании обычно используется типовое печатное оборудование, в частности, оборудование для трафаретной печати, флексографии, ротогравюрной и офсетной печати, а также струйные принтеры. Как и в обычной печати, в печатной электронике чернила наносятся слоями друг на друга, так что согласованное развитие методов печати и материалов чернил является важнейшими задачами этого направления.
Термин печатная электроника тесно связан с органической или пластиковой электроникой, в которой одно или несколько чернил состоят из углеродных соединений. Термин органическая электроника связан именно с материалом чернил, которые могут быть нанесены из раствора вакуумным напылением или другим способом. В отличие от неё, название печатная электроника определяется технологическим процессом, а не материалом. Здесь могут использоваться любые материалы, в том числе органические полупроводники, неорганические полупроводники, металлические проводники, наночастицы, углеродные нанотрубки и др.
Характеристики устройств печатной электроники, как правило, хуже, чем у обычных электронных приборов, но последние дороже по стоимости. Именно низкая стоимость является наиболее важным преимуществом печати, особенно для крупномасштабного производства. Ожидается, что печатная электроника будет содействовать повсеместному распространению электроники с очень низкой стоимостью, для таких приложений, как гибкие дисплеи, радиочастотная идентификация, декоративные и анимированные плакаты, активные покрытия и др., то есть для тех изделий, для которых не требуется высокая производительность электронных схем.
Более низкая стоимость позволяет использовать изделия в большем числе приложений. Примером может служить система радиочастотной идентификации, которая обеспечивает бесконтактную идентификацию товаров в области торговли и транспорта. В некоторых областях, таких как производство светодиодов, печать не влияет на производительность изделий. Печать на гибких подложках позволяет создавать изделия электроники на изогнутых поверхностях, например, монтировать солнечные батареи на крышах автомобилей.

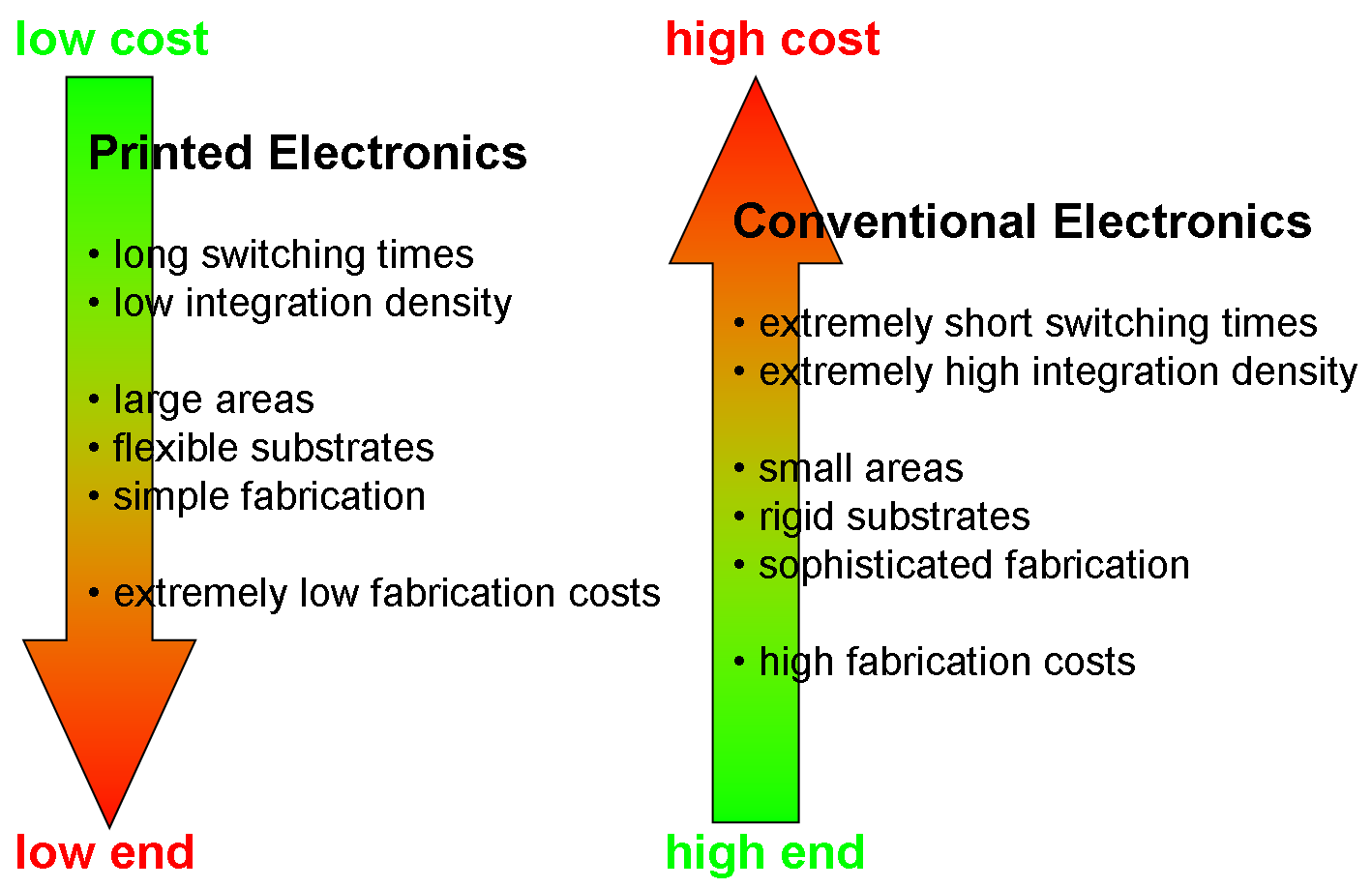
Печатная и обычная электроника как взаимодополняющие технологии

## Печатные технологии
Привлекательность печатных технологий для изготовления электроники связана главным образом с возможностью подготовить послойные микроструктурированные заготовки (и тем самым изготовить тонкопленочные устройства) гораздо более простым и экономически эффективным способом по сравнению с обычной электроникой. Кроме того, играет также роль возможность реализации новых или более совершенных функциональных возможностей (например, механическая гибкость). Выбор используемых печатных методов определяется требованиями, касающимися печатных слоёв, свойствами печатных материалов, а также экономическими и техническими соображениями в терминах печатной продукции.
Печатные технологии делятся на листовую и рулонную. Листовые методы, такие как струйная и трафаретная печать, лучше всего подходят для высокоточной работы при небольших объёмах. Ротогравюрная, офсетная и флексографская печати более приемлемы при больших объёмах производства, например, при изготовлении солнечных батарей, когда достигается производительность 10 000 квадратных метров в час (м²/ч). В то время как офсетная и флексографская печати используются главным образом для неорганических и органических проводников (последняя также и для диэлектриков), ротогравюрная печать, благодаря высокому качеству слоёв, особенно подходит для органических полупроводников и переходов полупроводник-диэлектрик в транзисторах. В сочетании с высоким разрешением, ротогравюрная печать подходит также для неорганических и органических проводников. Органические полевые транзисторы и интегральные схемы могут быть полностью изготовлены с помощью серийных методов печати.
Струйные устройства печати являются гибким, универсальным оборудованием, которое можно перенастроить с относительно низкими усилиями. Видимо, поэтому они используются наиболее часто. Однако, струйные принтеры имеют невысокую производительность (порядка 100 м2/ч) и низкое разрешение (ок. 50 мкм). Они хорошо подходят для материалов с низкой вязкостью и хорошей растворимостью, таких как органические полупроводники. Для материалов с высокой вязкостью, таких как органические диэлектрики или дисперсные частицы типа неорганических металлических красок, возникают проблемы с засорением форсунок. Поскольку чернила хранятся в виде капелек, толщину слоя и дисперсную неоднородность можно снизить. Одновременное использование нескольких форсунок и предварительное структурирование подложки позволяют повысить производительность и разрешение, соответственно. Однако, в последнем случае приходится фактически использовать технологические шаги с непечатными методами. Струйная печать является предпочтительной для органических полупроводников в органических полевых транзисторах (OFET) и органических светодиодов (OLED). С её помощью можно также изготовить передние и задние панели светодиодных дисплеев, интегральные схемы, органические фотоэлементы (OPVC) и другие устройства.
Для изготовления электроники в промышленных масштабах подходит также трафаретная печать, благодаря её возможности воспроизводить толстые слои из пастообразных материалов. Этот метод может создавать проводящие линии из неорганических материалов (например, печатные платы и антенны), а также изоляционные и пассивирующие слои, если толщина слоя является более важным параметром, чем высокое разрешение. Его производительность 50 м ²/ч и разрешение 100 мкм близки к показателям струйных принтеров. Этот универсальный и сравнительно простой метод используется в основном для проводящих и диэлектрических слоев, а также для органических полупроводников, и даже для органических полевых транзисторов (OFET).
Представляют интерес и другие методы, сходные с печатью, в том числе микроконтактная печать и наноштамповочная литография. В них слои микронного/наномикронного размера изготавливаются методами, близкими к штамповке, с мягкой или жёсткой формы, соответственно. Часто фактическая структура изготавливается субтрактивно, например, маска делается методом избирательного травления или методом негативного травления. Таким способом делаются, например, электроды для органических полевых транзисторов (OFET). 
Иногда подобным же образом используется тампонная печать. 
Изредка используются так называемые методы переноса, в которых твёрдые слои переносятся от носителя к подложке. Они тоже относятся к печатной электронике. Ксерокопирование в настоящее время в печатной электронике не используется.

## Применение
Печатная электроника уже используется или рассматривается к применению для:
- Меток радиочастотной идентификации (RFID)
- Мониторинга
- Хранения данных
- Дисплеев и визуальных эффектов
- Игрушек
- Тонкопленочных солнечных элементов

## Требования по точности
Максимальное требуемое разрешение структур в традиционной печати определяется строением человеческого глаза. Детали размером меньше, чем приблизительно 20 мкм, человеческий глаз не может различить, но такая величина превышает возможности обычных процессов печати. В противоположность этому, в печатной электронике необходимо более высокое разрешение и более мелкие структуры, так как они непосредственно влияют на плотность схемы и функциональность (особенно транзисторов). Аналогичное требование справедливо для точности, с которой слои накладываются друг на друга.
Необходим также контроль толщины, размеров отверстий и совместимости материалов (смачиваемость, адгезия, сольватация). В обычной печати это важно только тогда, когда глаз может их обнаружить. В печатной электронике визуальное впечатление не имеет значения.

## Материалы
Для печатной электроники используются как органические, так и неорганические материалы. Чернила должны быть в жидком виде, в виде раствора, дисперсии или суспензии. Они должны представлять собой проводники, полупроводники, диэлектрики или изоляторы. Стоимость материалов должны быть адекватной применению.
Электронная функциональность и пригодность к печати могут противоречить друг другу, поэтому обязательно требуется тщательная оптимизация. Например, более высокий молекулярный вес полимеров увеличивает проводимость, но при этом снижается растворимость. При печати вязкость, поверхностное натяжение и твёрдые вкрапления должны быть под жёстким контролем. Межслойное взаимодействие, например, смачивание, адгезия и растворимость, а также процедуры сушки после нанесения влияют на результат. Часто используемые в обычных печатных красках добавки здесь не подходят, потому что они могут нарушать электронную функциональность.
Свойства материалов во многом определяют различия между печатной и обычной электроникой. Печатные материалы, помимо пригодности к печати, обеспечивают новые решающие преимущества, такие как механическая гибкость и функциональная настройка с помощью химической модификации (например, светлый цвет органических светодиодов OLED).
Печатные проводники обладают более низкой проводимостью и подвижностью носителей заряда. За некоторыми исключениями материалы неорганических чернил являются дисперсией металлических микро- и наночастиц. В печатной электронике возможна технология PMOS, но не CMOS.

### Органические материалы
Органическая печатная электроника интегрирует знания и разработки из печатного дела, электроники, химии и наук о материалах, особенно важны органическая химия и химия полимеров. Органические материалы во многом отличаются от материалов обычной электроники с точки зрения структуры, эксплуатации и функциональности, что оказывает влияние на проектирование устройств и оптимизацию схем, а также на методы изготовления.
Открытие электропроводящих полимеров и разработка на их основе растворимых материалов обеспечило создание первых чернил из органических материалов. Полимеры этого класса обладают в разной степени электропроводящими, полупроводниковыми, электролюминесцентными, фотоэлектрическими и другими свойствами. Другие полимеры используются в основном только как изоляторы и диэлектрики.
В большинстве органических материалов дырочная проводимость превалирует над электронной. Последние исследования показывали, что это является специфической особенностью переходов органический полупроводник-диэлектрик, которые играют важную роль в органических полевых транзисторов (OFET). Поэтому устройства р-типа должны преобладать над устройствами n-типа. Износостойкость (стойкость к дисперсии) и срок службы у них меньше, чем у традиционных материалов.
Органические полупроводники состоят из проводящиго полимера поли(3,4-этилендиокситиофена), легированного полистиролсульфонатом, (PEDOT:PSS) и полианилина (PANI). Оба полимера являются коммерчески доступными под различными названиями и используются, соответственно, в струйной, трафаретной и офсетной печати или трафаретной, флексографической и глубокой печати.
В струйной печати используются полимерные полупроводники, такие как политиофен, поли(3-гексилтиофен) (P3HT) и сополимер 9,9-диоктилфлуорена с битиофеном (F8T2). Последний материал используется также для глубокой печати. Различные электролюминесцентные полимеры используются в струйной печати, в основном в качестве активных материалов для фотовольтаики (например, смесь P3HT с производными фуллерена). Также они могут использоваться для трафаретной печати (например, смесь поли(фениленвинилена) с производными фуллеренов).

### Неорганические материалы
Неорганическая электроника обеспечивает высокую упорядоченность слоев и переходов, которую не могут обеспечить органические и полимерные материалы.
Во флексографии, офсетной и струйной печати используются наночастицы серебра. Частицы золота используются в струйной печати.
Электролюминесцентные цветные дисплеи могут простираться на многие десятки квадратных метров, или же встраиваться в циферблаты часов и панели приборов. Они состоят из 6-8 печатных неорганических слоев, в том числе из меди, легированной фосфором, на пластиковой гибкой подложке.
Ячейки из меди-индия-галлия-селена (CIGS) могут быть напечатаны непосредственно на листе стекла с покрытием молибденом.
Напечатанные солнечные батареи из арсенида галлия-германия показали КПД преобразования 40,7 %, в восемь раз больше, чем лучшие органические ячейки, приближаясь к лучшим характеристикам ячеек из чистого кремния.

### Подложки
Печатная электроника позволяет использовать гибкие подложки, что снижает издержки производства и обеспечивает изготовление механически гибких схем. Хотя струйная и трафаретная печать обычно делается на жёстких носителях, таких как стекло и кремний, в массовых методах печати почти исключительно используется гибкая фольга и иногда специально обработанная бумага. Чаще всего используется плёнка из полиэтилентерефталата (ПЭТ) благодаря низкой стоимости и высокотемпературной стабильности. Альтернативой являются полиэтиленнафталат (PEN) и фольга из полиимида (PI). Из-за низкой стоимости и многообразия применений бумага является привлекательной подложкой, но её высокая шероховатость и большая впитывающая способность делает её применение для электроники проблематичным.
Другими важными критериями подложки являются низкая шероховатость и невысокая смачиваемость, которые могут быть изменены предварительной обработкой (покрытие, плёнка от коронарного разряда). В отличие от обычной печати, высокая впитывающая способность является, как правило, недостатком.

## Разработка стандартов
Стандарты и производственные инициативы направлены на содействие развитию ценностной цепочки (для совместного использования технических характеристик изделия, управления стандартами и т.д.) Эта стратегия разработки стандартов отражает подход, используемый в кремниевой электронике за последние 50 лет. Инициативы включают:
- Ассоциация стандартизации IEEE опубликовала стандарты IEEE 1620-2004[43] и IEEE 1620.1-2006.[44]
- Аналогично известной Международной технологической дорожной карте для полупроводников (ITRS) была создана Международная инициатива по производству электроники (iNEMI)[45], которая опубликовала дорожную карту по печатной и органической электронике.